# Rhodesiella aberrans
Rhodesiella aberrans är en tvåvingeart som beskrevs av Curtis W. Sabrosky 1954. Rhodesiella aberrans ingår i släktet Rhodesiella och familjen fritflugor. Inga underarter finns listade i Catalogue of Life.